# Jacinto de Castro

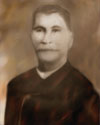
Jacinto de Castro

Jacinto del Rosario de Castro (sinh 15 tháng 8 năm 1811 – mất 13 tháng 11 năm 1896) là một chính trị gia cộng hoà Dominica.
Ông là quyền tổng thống Cộng hoà Dominica từ ngày 7 tháng 9 đến 29 tháng 9 năm 1878.